# Captured by Bedouins
Captured by Bedouins er en amerikansk stumfilm fra 1912.

## Medvirkende
- J.P. McGowan som Greig.
- Gene Gauntier som Doris Barnett.
- J.J. Clark som Jack Barnett.
- Robert G. Vignola.